# Попутник
Попутник (Pycnoptilus floccosus) — вид горобцеподібних птахів родини шиподзьобових (Acanthizidae). Ендемік Австралії.

## Таксономія
Вид був описаний англійським орнітологом Джоном Гульдом в 1851 році. Це єдиний вид монотипового роду Попутник (Pycnoptilus).

### Підвиди
Виділяють два підвиди:
- P. f. floccosus Gould, 1851;
- P. f. sandlandi Mathews 1912.

## Опис
Попутник — найбільший птах родини шиподзьобових. Довжина його тіла становить в середньому 18 см, вага 27 г. Птах має велику голову, короткий дзьоб і широкий хвіст. Нижня сторона його тіла бура, на грудях помітний хвилястоподібний візерунок. Спина темно-коричнева. 

## Поширення і екологія
Попутник є ендеміком Австралії. Його ареал простягається від національних парків Воллемі і Блакитні Гори в штаті Новий Південний Уельс до Данедонгських гір, що поблизу Мельбурна. Номінативний підвид P. f. floccosus мешкає в високогірних альпійських районах, а підвид P. f. sandlandi мешкає в долинах, у вологих склерофітових і дощових лісах.

## Поведінка
Назва птаха походить від його звички слідувати за лірохвостами і шукати комах разом з ними.

## Розмноження
Сезон розмноження триває з серпня по грудень. Гніздо являє собою плетену кулю з бічним входом, сховану серед лісової підстилки. Це неохайна конструкція з кори, папороті, корінців і опалого листя. В кладці зазвичай два яйця розміром 27×20 мм, які можуть бути різного кольору — від сіро-зеленого до пурпурно-коричневого. Самка насиджує яйця протягом 20—22 днів. Батьки піклуються про пташенят протягом 14—17 днів. Попутник часто стає жертвою гніздового паразитизму з боку віялохвостих кукавок (Cacomantis flabelliformis). 

## Збереження
Це досить численний вид птахів. Велика частина його ареалу знаходиться в межах національних парків.